# Iaidó

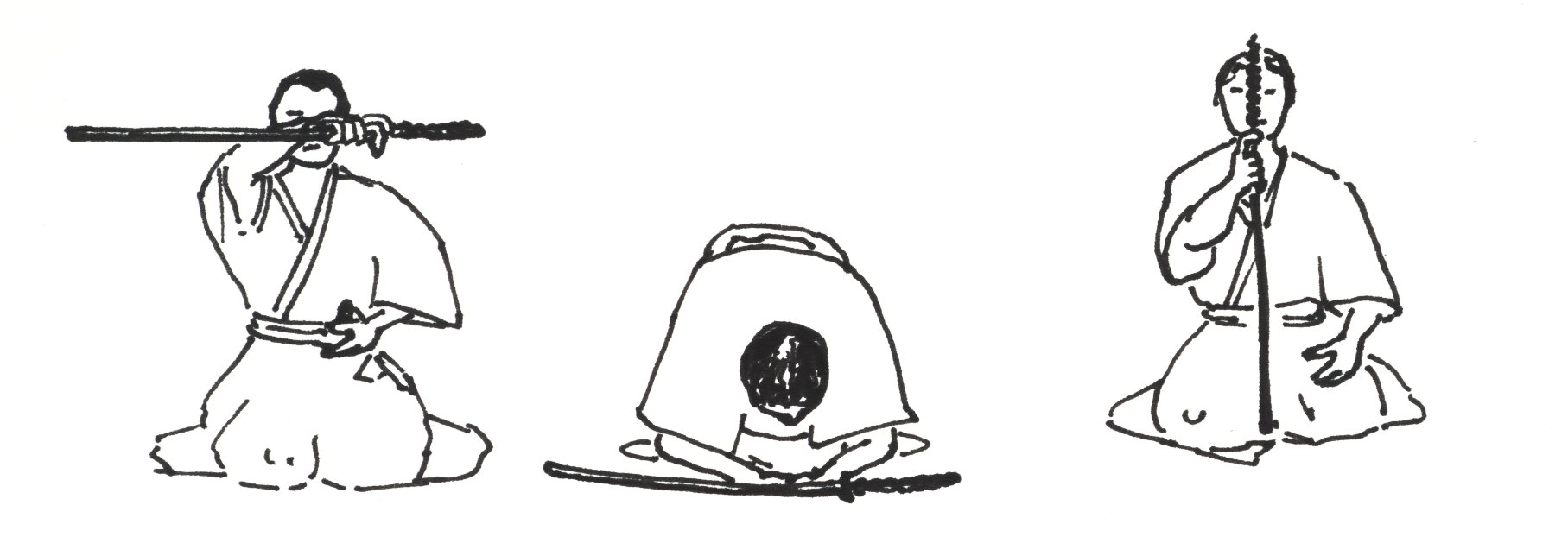
Tiszteletadás karddal a gyakorlás előtt és után

Az iaidó (居合道) a kardvívás japán nemzeti változatának tekinthető hagyományos japán harcművészeti ág. Az elnevezés a iai (váratlan találkozás az ellenséggel) és a dó (szellemi út) szavakból tevődik össze. Célja – eredetileg – a gyakorlás, a küzdelemre való felkészülés. Ma már külön harcművészeti ágnak számít. 
Három testből áll:
1. acélkardos formagyakorlatok;
2. fakardos formagyakorlatok;
3. páros gyakorlatok fakarddal.

## Története
- Az 1500-as években Japánban vívóiskolák alakultak, melyek a hadviselésben használatos támadó, védekező technikákra koncentráltak. Ezek neve a batto, illetve az iai-dzsucu.
- Az 1600-as évektől Japán évszázadokig nem viselt háborút, így előtérbe került – a dzsucu (harci gyakorlat) ellenében – a dó, vagyis a testi és szellemi fejlesztésre szolgáló forma.
- A iaidó alapítójának Hajasizaki Dzsinszuke Sigenobu (1542 – 1621) tekinthető, aki továbbá a muszo dzsikiden eisin-rjú alapítója.
- Az 1700-as évek környékén két nagy ágra oszlott a iaidó:
  - Tanimura-ha, ami a muszo dzsikiden eisin-rjú egyik ága;
  - Simomura-ha, melyből Nakajama Hakudo (1869–1958) tanítása által a muszo sinden-rjú, napjaink egyik legnépszerűbb ága fejlődött ki.
- 1967-ben a Nemzetközi Kendó Szövetség egységesíti a különböző iskolák alap formagyakorlatait (Szeitei iai gata), ezáltal egységes vizsgarendszer jöhetett létre.
- 1996-ban a formagyakorlatok neve Zen nihon kendó renmei iaidóra (Zen ken iai) változik.
- 2000-ben a Zen ken iai katák száma 12-re bővül.

## A iaidó-katák felépítése
A iaidó edzés főként a különböző formák (katák) gyakorlásával zajlik. Ezek lehetnek – magasabb szinten – akár páros formagyakorlatok is. A iaidóban (és a többi japán karddal foglalkozó klasszikus stílusban) nagyon fontos szerepet kapnak az etikett szabályok. A iaido gyakorlása mindig szertartással, tiszteletadással kezdődik és mindig azzal is fejeződik be. A formagyakorlatok nyolc fő részből állnak, közülük négy kiemelten fontos (nukicuke, kiricuke, csiburi, nótó).
1. Koigucsi no kiri kata: A kardkivonás előkészítésekor kimozdítjuk a habakit a koigucsiból (hüvelyszáj nyílása). A habaki kis fém ék a penge tövében, mely a kardot a szajaban (kardhüvely) tartja. A bal kéz a koigucsinál, a bal hüvelykujj a cuba-ra (hárítólap, „markolatvédő”) helyezve és tolja ki azt, míg a jobb kéz a cuka-n (markolaton) van.
2. Nukicuke: A kard kirántása és vágás egy mozdulattal. A technikát egy kézzel hajtjuk végre, ezért az nem is a támadó átvágására irányul, hanem inkább megzavaró-távoltartó jellegű. Segítségével az ellenfelet irányításunk alá vonjuk.
3. Szeme: Tolás. Az ellenfél feletti fölényünk fenntartásának az eszköze. Testünk és ezáltal a kard előre tolásával megtörjük ellenfelünk védelmét, és időt nyerünk a végső vágáshoz és annak előkészítő mozdulatához.
4. Furi kaburi: A kard átfordítása, felemelése a lesújtáshoz.
5. Kiricuke: A végső vágás, mely lezárja akciónkat. Ez már kétkezes technika, itt egyértelműen az ellenfél átvágása, harcképtelenné tétele a cél.
6. Csiburi: A vér eltávolítása a pengéről. Ennek több módja is van, általában a vér lerázásáról, lecsapásáról beszélünk.
7. Zansin: Éber, készenléti állapot. Mivel nem feltétlenül volt végzetes az akciónk, ezért mindenre felkészülve figyeljük az ellenfelet.
8. Nótó: A kard visszahelyezése a szajaba, habaki betolva a hüvelybe a hárítólap ütközéséig.

A katák egyik fontos eleme a mecuke, azaz a szemkontaktus. A végrehajtás során mindig kontroll alatt tartjuk az ellenfelet. Különösen fontos a mecuke például a Szeme esetében, amikor nemcsak kardunk hegye, hanem tekintetünk ereje is segít elérni az ellenfél meghátrálását, és a
befejező akció előkészítését.